# Oveva
A oveva (Larimus breviceps) é uma espécie de peixe que pode ser encontrada das Antilhas até o estado brasileiro de Santa Catarina. Tais animais chegam a medir até 30 cm de comprimento.